# Freaky Styley Tour
Freaky Styley Tour – trzecia trasa koncertowa Red Hot Chili Peppers, która odbyła się na przełomie 1985 i 1986 r.

## Program koncertów

### Red Hot Chili Peppers
1. "Baby Appeal"
2. "Buckle Down"
3. "Get Up and Jump"
4. "Grand Pappy du Plenty"
5. "Green Heaven"
6. "Mommy, Where's Daddy?"
7. "Out in L.A."
8. "Police Helicopter"
9. "True Muen Don’t Kill Coyotes"
10. "You Always Sing the Same"
11. "Why Don’t You Love Me?" (cover Hanka Williamsa)
12. "American Ghost Dance"
13. "Battleship"
14. "Blackeyed Blonde"
15. "The Brother's Cup"
16. "Catholic School Girls Rule"
17. "Freakey Styley"
18. "Hollywood (Africa)" (cover The Meters)
19. "If You Want Me To Stay" (cover Sly and the Family Stone)
20. "Jungle Man"
21. "Lovin' and Touch"
22. "Nevermind"
23. "Sex Rap"
24. "Thirty Dirty Birds"
25. "Yertle the Turtle"
26. "Backwoods"
27. "Behind the Sun"
28. "Me and My Friends"
29. "Organic Anti-Beat Box Band"
30. "Party on Your Pussy"
31. "Fire" (cover Jimiego Hendriksa)
32. "Stranded"

Covery innych wykonawców:
1. "Anarchy in the U.K." (cover The Sex Pistols)
2. "Cat Scratch Fever" (cover Teda Nugenta)
3. "Cosmic Slop" (cover Parliament Funkadelic)
4. "Foxy Lady" (cover Jimiego Hendriksa)
5. "Get Up, Stand Up" (cover Boba Marleya)
6. "Heartbreaker" (cover Led Zeppelin)
7. "Nervous Breakdown" (cover Black Flag)
8. "How Many More Times" (cover Led Zeppelin)
9. "Rapper’s Delight" (cover The Sugarhill Gang)
10. "Theme From Rocky" (cover Billa Contiego)
11. "We Got the Neutron Bomb" (cover The Weirdos)

## Muzycy
- Anthony Kiedis – wokal prowadzący
- Hillel Slovak – gitara, chórki
- Flea – gitara basowa, chórki
- Cliff Martinez – perkusja, chórki
- Jack Irons – perkusja

Muzycy dodatkowi:
- Keith Morris – wokal prowadzący
- Chuck Biscuits – perkusja